# Pandemia de COVID-19 en la isla de Pascua
El primer caso de la pandemia de COVID-19 en la isla de Pascua inició el 24 de marzo de 2020. Hay 9 casos confirmados. El territorio forma parte de Chile como una provincia de régimen especial.

## Antecedentes
El 12 de enero de 2020, la Organización Mundial de la Salud (OMS) confirmó que un nuevo coronavirus era la causa de una enfermedad respiratoria en un grupo de personas en la ciudad de Wuhan, situado en la provincia de Hubei, China, que se informó a la OMS el 31 de diciembre de 2019. El índice de letalidad para COVID-19 ha sido mucho más bajo que el SARS de 2003, pero la transmisión ha sido significativamente mayor, con un número total de muertes significativas.

## Cronología

### Marzo
El 19 de marzo, el gobierno provincial de la Isla de Pascua (Rapa Nui), perteneciente a la región chilena Valparaíso, ordenó el cierre de la isla y solicitó a la aerolínea LATAM Airlines que evacuara a todos los turistas de la isla a Chile continental. El 24 de marzo, se confirmó el primer caso en Isla de Pascua. El caso ocasionó singular pánico en la población local, ya que el individuo no había tenido contacto con ningún extranjero o alguien que trabaja en algo relacionado con viajes

### Abril
A mediados de abril, el número de casos confirmados llegó a 6 personas, pero solo uno de ellos todavía estaba activo. El 1 de abril se confirmó cinco casos en total a nivel de toda la isla. El 5 de abril se levantó la cuarentena obligatoria en la provincia de la isla. El 24 de abril diecisiete personas dieron positivo en contagio antes de subir a un vuelo en el Aeropuerto Arturo Merino Benítez, en Santiago de Chile.

### Julio
El día 1 de julio Isla de Pascua se transformó en la primera comuna de Chile donde se reanudaron las clases presenciales, a diferencia del territorio continental, y tras constatar un período de 100 días libre de contagios en la isla.

### Septiembre
El 12 de septiembre luego de varios meses sin casos nuevos, se confirman 4 nuevos casos en un avión que llegó a la isla luego de realizarle el test PCR a 262 pasajeros.